# Jean-Émile Buland
Pour les articles homonymes, voir Buland.
Jean-Émile Buland né à Paris dans l'ancien 12e arrondissement le 25 octobre 1857 et mort dans la même ville le 15 février 1938 est un peintre, graveur, lithographe et illustrateur français.

## Biographie
Fils du graveur Jean-Marie Buland (1825-1895) et d'une mère Luxembourgeoise, Suzanne Wagener , il est le frère cadet du peintre Jean-Eugène Buland (1852-1926).
Jean-Émile Buland entre à l'École des beaux-arts de Paris dans les ateliers du peintre Alexandre Cabanel (1823-1889) et du graveur Louis-Pierre Henriquel-Dupont (1797-1892). Il remporte le premier grand prix de Rome de gravure en 1880 et séjourne à la villa Médicis à Rome de 1881 à 1884,.
Il reçoit une médaille d'argent à l'Exposition universelle de 1900 et une médaille de 1re classe au Salon des artistes français de 1901. Il est nommé chevalier de la Légion d'honneur en 1903 et promu officier du même ordre en 1933,.
Élu membre de l'Institut en 1925, il devient directeur de la Fondation Taylor à Paris, de 1937 jusqu'à sa mort en 1938.
Il possédait une résidence secondaire à Chézy-sur-Marne, pas très loin de chez son frère.[réf. nécessaire]

## Œuvres

### Publications
- Notice sur la vie du graveur Charles Albert Waltner (1846-1925), Prix de Rome en 1868, lue dans la séance du samedi 29 mai 1926 à l'Institut de France, Paris, Firmin-Didot et Cie, 1926.
- Discours du Président de séance, monsieur Buland des cinq académies le 25 octobre 1935, Paris, Firmin-Didot et Cie, 1935.
- Allocution de M. Buland, édition Académie des beaux-arts, Paris, Firmin-Didot et Cie, 30 novembre 1935.

### Collections publiques
- France
  - Paris :
    - Bibliothèque nationale de France : Retour après deux ans à la ville, 1881, gravure.
    - École nationale supérieure des beaux-arts :
      - Étude académique d'après nature, 1880, gravure ;
      - Innocent X, gravure, d'après le tableau de Diego Vélasquez.

    - hôtel de Brienne, ministère de la Défense : Portrait de Madame Récamier, gravure.

- Italie
  - Rome, villa Médicis : gravures.

## Récompenses
- 1875 : prix de la figure dessinée aux Beaux-Arts de Paris.
- 1880 : premier grand prix de Rome en gravure.

## Vie privée
Il se maria avec Louise Godefroy le 27 novembre 1886 à Paris avec qui il aura une fille.